# Альтернативи дослідам на тваринах
Альтернативами тестуванню на тваринах є розробка та впровадження методів випробувань, до яких не залучають живих тварин.
Існує широко поширена думка про те, що скорочення кількості використовуваних тварин і витонченості тестування, щоб зменшити страждання, повинні бути важливими цілями для підприємств, що беруть в цьому участь. Дві основні альтернативи in vivo випробувань на тваринах — це методи культивування клітин in vitro та комп'ютерне моделювання in silico. Тим не менш, дехто стверджує, що вони не є справжньою альтернативою, оскільки для моделювання використовують дані попередніх експериментів на тваринах, а клітинні культури часто вимагають продуктів, отриманих на тваринах, таких як плазма крові або клітини. Інші кажуть, що вони не можуть повністю замінити тварин, оскільки навряд чи вони коли-небудь нададуть достатньо інформації про складні взаємодії живих систем. Інші альтернативи включають використання людей для тестів на роздратування шкіри та здану людську кров для досліджень на пірогенність. Іншою альтернативою є так зване мікродозування, при якому основна поведінка наркотиків оцінюється за допомогою добровольців, які отримують дози, значно менші від тих, які, як очікується, спричинить вплив на організм. Хоча мікродозування дає важливу інформацію про фармакокінетику та фармакодинаміку, воно не виявляє інформації про токсичність чи токсикологію. Крім того, у Фонді із заміни тварин у медичних експериментах зазначили, що, попри використання мікродозування, «дослідження на тваринах все ще знадобляться».
Керівними принципами більш етичного використання тварин у тестуванні є Концепція 3R (3Rs), вперше описані Расселом та Берчем у 1959 році. Ці принципи зараз дотримуються у багатьох випробувальних установах по всьому світу.
1. Заміна стосується використання неживих методів замість тестування над тваринами, коли можливо досягти однієї наукової мети.
2. Скорочення стосується методів, які дозволяють дослідникам отримувати порівнянні рівні інформації від меншої кількості тварин або отримувати більше інформації від тієї ж кількості тварин.
3. Удосконалення стосується методів, які полегшують або мінімізують потенційний біль, страждання чи викликають стрес, та покращують добробут тварин, що використовують у тестуванні.

## Види

### Клітинна культура та інженерія тканин
Клітинна культура може бути альтернативою використанню тварин у деяких випадках. Наприклад, культивовані клітини були розроблені для створення моноклональних антитіл; до цього виробництво вимагало від тварин пройти процедуру, яка може викликати біль і страждання. Однак, попри те, що методи клітинної культури або тканинної культури можуть зменшити кількість експериментів, проведених на неушкоджених тваринах, для підтримання клітин у культурі зазвичай потрібно використовувати сироватку тваринного походження. Хоча точні цифри важко отримати, підраховано, що один мільйон плодів корів умертвляють щороку для отримання світового запасу фетальної бичачої сироватки, яка використовується для вирощування клітинної культури.

#### Корозія шкіри та подразнення шкіри
Подразнення шкіри та корозія шкіри відносяться до локалізованих токсичних ефектів, що виникають внаслідок місцевого впливу речовини на шкіру. Еквівалентні випробування на шкірі людини можуть бути використані для заміни досліджень на тваринах, що викликають корозії та роздратування. EpiDerm від Mattek та EpiSkin та SkinEthic RHE модель отримані з клітин шкіри людини, які культивувались для створення моделі людської шкіри. Наразі ці методи прийняті заміною в Канаді та Європейському Союзі (ЄС). У серпні 2010 р. Організація економічного співробітництва та розвитку (ОЕСР) опублікувала Тестовий Посібник 439, який описує нову процедуру ідентифікації небезпеки in vitro хімічних речовин, що викликають подразнення.
Інша синтетична заміна використовує білкову мембрану для імітації шкірного бар'єра і затверджена як часткова заміна Міністерством транспорту США та Європейського Союзу.

#### Поглинання шкіри
Декілька методів культивування тканин, які вимірюють швидкість хімічного поглинання шкірою, затверджено ОЕСР.

#### Фототоксичність
Фототоксичність — це висип, набряк або запалення, як сильний сонячний опік, викликаний впливом світла після впливу хімічної речовини. Тест на фототоксичність 3T3 нейтрального червоного поглинання (NRU), затверджений OECP, виявляє життєздатність клітин 3T3 після впливу хімічної речовини в присутності або відсутності світла. Хоча спочатку отримана з ембріона миші, клітинна лінія 3T3 була розроблена в 1962 році. Здорову та хвору тканини можна отримати від людей для тесту на токсичність, а комп'ютерні моделі серця, легенів та опорно-рухового апарату можуть бути використані на основі існуючих математичних даних.

### На основі людини

#### Подразнення шкіри
Шкірний тест був розроблений і використовується в Канаді для вимірювання розвитку висипань, запалення, набряку або аномального росту тканин у людей-добровольців. На відміну від їдких речовин подразнюючі речовини, визначені як такі, що викликають лише оборотні пошкодження шкіри.
Іншим підходом стала розробка методів тестування, які використовують культивовані людські клітини. Епідермальні кератиноцити людини культивуються для імітації епідермісу людини і використовуються для вимірювання подразнення шкіри та шкірної корозії. Цей метод був прийнятий ЄС і призначений замінити тест на роздратування шкіри кролика Draize.

#### Пірогенність
Пірогени — це найчастіше фармацевтичні продукти або внутрішньовенні препарати, які можуть викликати запалення або підвищення температури при взаємодії з клітинами імунної системи. Цю взаємодію можна швидко та точно перевірити in vitro.

#### Модульна конструкція імунітету in vitro
Модульна конструкція імунітету in vitro (MIMIC) використовує клітини людини для створення моделі імунної системи людини, на якій може бути перевірена ефективність нових вакцин та інших сполук, замінюючи деякі етапи процесу розробки вакцини, які в іншому випадку виконуватимуться на тваринах . Цей процес швидший і гнучкіший, ніж попередні методи, але критики вважають, що він може бути надто простим, щоб бути корисним у великих масштабах.

### Комп'ютерне моделювання
Приклади комп'ютерних моделювань включають моделі астми, хоча потенційні нові лікарські засоби, визначені за допомогою цих методів, наразі все ще потрібно перевірити в тестах на тваринах і людях перед ліцензуванням.
Манекени, керовані комп'ютером, також відомі як манекени краш-тесту, в комплекті з внутрішніми датчиками та відеозаписом, замінили травмуюче тестування на живих тваринах на тестування автомобільних аварій. Першим з них став «Сьєрра Сем», побудований у 1949 році Alderson Research Labs (ARL) Sierra Engineering. Ці манекени продовжують удосконалювати. До цього живих свиней використовували дослідниками для краш-тестування.
Комп'ютерні моделі були побудовані для моделювання людського метаболізму, вивчення накопичення зубного нальоту та ризику серцево-судинної системи, а також для оцінки токсичності лікарських засобів, для яких також використовуються тварини. У 2007 році американські дослідники, використовуючи найшвидший у світі комп'ютер на той час, BlueGene L, змоделювали половину мозку миші всього за 10 секунд. Однак, через обмеження в обчислювальній потужності, моделювання могло працювати лише на 1/10 швидкості фактичного мишачого мозку. Хоча це було успіхом у науці, його представницька сила як модель була обмежена, і дослідники цитували, що «Хоча симуляція мала деякі спільні риси з психічною подобою миші з точки зору нервів і зав'язків, їй не вистачало структур, які спостерігаються в мозку справжніх мишей».
Для фармакології та токсикології широко застосовуються фармакокінетичні моделі, засновані на фізіологічній основі, для екстраполяції in vitro альтернативного тестування.

### Медична візуалізація
Медична візуалізація здатна продемонструвати дослідникам як метаболізм ліків за допомогою мікродозування, так і детальний стан тканин органів.

### Мікросистеми повного аналізу
Мікросистеми повного аналізу, що має ширину всього 2 см, вигравіювана у низку невеликих камер, кожна з яких містить зразок тканини з різних частин тіла. Замінник крові тече по мікроканалах, де відділення чипів пов'язані між собою. Після введення тестовий препарат циркулює навколо пристрою, імітуючи те, що потрапляє в організм, на мікромасштабі. Датчики в мікросхемі передають інформацію для комп'ютерного аналізу.
Інша назва цієї мікросхеми — мікрофлюїдна мікросхема — це мікробіологічні мікросхеми. Маючи здатність «виконувати перфузійну культуру» та відтворювати «фізіологічні умови, такі як тривимірна архітектура, кровообіг і зонування, і багатоклітинне спільне культивування», біочипи відрізняються від основних клітинних культур, аналізованих в чашці Петрі. Ефективність цих систем постійно підвищується за допомогою різних нових матеріалів, які можна використовувати для її виготовлення. Ідеальний матеріал був би газопроникним, але все-таки міг би поглинати молекули, які, як очікується, знайдуться в різних лікарських засобах.
Вибір матеріалу для чипів все ще є складним завданням. Один з головних матеріалів, який, можливо, може бути використаний у мікросхемах, відомий як Полідиметилсилоксан (PDMS). Однак через відсутність можливостей для масового виробництва та розмитнення наркотиків, використання PDMS все ще спекулюється, хоча воно має чудові властивості як мікрофлюїдна мікросхема. Крім того, біологічний процес, що бере участь у розповсюдженні та обміні речовин, може бути змінений у порівнянні з більшими масштабами, оскільки матеріали мають мікроструктуровані шкали, прирівняні за розмірами до клітин.

### Грибкова модель для метаболізму ссавців
Грибки, подібні Cunninghamella elegans, можуть використовуватися як мікробна модель метаболізму ліків у ссавців, тим самим зменшуючи потребу в лабораторних тваринах.
Прокаріоти часто використовують як альтернативу випробуванням на тваринах. До прокаріотів відносяться різні бактерії, такі як кишкова паличка (E. Coli) або Bacillus subtilis. Ці бактерії є ідеальною моделлю для генетичних та молекулярних досліджень. Грибки також використовуються як альтернатива для випробувань на тваринах. Певні грибки можна використовувати для генетичних досліджень або циркадних досліджень ритмів. Сюди можна віднести Нейроспору густу (від лат. Neuróspora crássa), інакше відому як тип червоної цвілі. Безхребетні — ще один ідеальний кандидат для тестування. Одним з найпоширеніших безхребетних, що тестується, є дрозофіла мелангстер, плодова муха. Фруктові мухи використовуються для пошуку захворювань людини. Фруктові мухи та людина за своїм складом більш схожі, аніж можна було б подумати, це доведено в цих дослідженнях.

### Майбутні альтернативи

#### Орган на чипі(відангл.organ-on-a-chip)
The Wyss Institute for Biologically Inspired Engineering (США) має намір розробити органи in-vitro для скринінгу ліків і тим самим виключити використання тварин для цього виду тестування. Однією з моделей є «легень на чипі». Це поєднує методи мікрофабрикації із сучасною тканинною інженерією та імітує складну механічну та біохімічну поведінку легень людини.

#### Токсома людини
Тестування токсичності зазвичай включає вивчення несприятливих наслідків для здоров'я тварин, які піддаються високим дозам токсикантів з подальшою екстраполяцією на очікувані реакції людини при менших дозах. Система спирається на використання клаптиків на тварин 40 + років для тестування, які є дорогими (коштують більше 3 млрд доларів на рік), трудомісткими, малопропускними та часто дають результати з обмеженою прогностичною цінністю для впливу на здоров'я людини. Низька пропускна здатність поточних підходів до випробувань на токсичність (які в основному однакові для промислових хімікатів, пестицидів та ліків) призвела до відставання понад 80 000 хімічних речовин, яким потенційно піддаються люди, потенційна токсичність яких залишається значною мірою невідомою.
У 2007 році Національна рада з досліджень (NRC) опублікувала доповідь «Тестування токсичності в 21 столітті: бачення та стратегія», в якій було описано стратегічний план довгострокового перетворення тесту на токсичність. Основні компоненти плану включають використання прогнозних високопропускних клітинних аналізів (людського походження) для оцінки збурень у ключових шляхах токсичності та проведення цілеспрямованого тестування проти цих шляхів. Такий підхід значно прискорить нашу здатність до тестування величезних «сховищ» хімічних сполук, використовуючи раціональний підхід до визначення хімічної пріоритетності, заснований на ризику, та забезпечить результати тестів, які, мабуть, набагато більше прогнозують токсичність для людини, ніж сучасні методи. Хоча ряд шляхів токсичності вже був ідентифікований, більшість з них відомі лише частково, і немає загальних анотацій. Мапірування цілих цих шляхів (тобто людського токсикому) буде масштабним зусиллям, можливо, на замовлення Проекту геному людини.

## Дослідницькі ініціативи

### SEURAT-1
SEURAT-1 є довгостроковою стратегічною метою для «Оцінки безпеки, яка зрештою замінює випробування на тваринах» (від англ. Safety Evaluation Ultimately Replacing Animal Testing). Він називається «SEURAT-1», щоб вказати, що потрібно зробити більше кроків до досягнення остаточної мети. SEURAT-1 розробить знання та технології побудови блоків, необхідних для розробки рішень для заміни поточних тестів на системну токсичність на багаторазові дози in vivo, що використовуються для оцінки безпеки людини. SEURAT-1 складається з шести науково-дослідних проектів, які розпочалися 1 січня 2011 року та тривали протягом п'яти років. Ці проекти тісно співпрацюватимуть із загальною метою та поєднають наукові зусилля понад 70 європейських університетів, державних науково-дослідних інститутів та компаній. Співпраця між цими шістьма дослідницькими проектами, розповсюдження результатів, співпраця з іншими міжнародними дослідницькими командами та постійне оновлення пріоритетних напрямів досліджень сприятимуть проекту координації та підтримки проекту «COACH».
SEURAT-1 був розроблений в рамках дослідницької ініціативи Рамкових програм 7 (FP7) і був створений на основі конкурсу пропозицій Європейської Комісії (ЄК), який був опублікований у червні 2009 року. всього 50 мільйонів євро, щоб спробувати заповнити поточні прогалини в наукових знаннях та прискорити розвиток методів випробувань на тваринах.
Косметична промисловість Європи запропонувала збільшити кошти ЄК, щоб забезпечити загальну суму в 50 млн євро, щоб спробувати заповнити поточні прогалини в наукових знаннях та прискорити розробку методів випробувань на тваринах.

### Euroecotox
Лабораторні тварини не обмежені щурами, мишами, собаками та кролями, а включають також риб, жаб та птахів. Дослідження альтернатив заміни цих видів часто нехтують, хоча риба є третьою найбільш широко використовуваною лабораторною твариною, яка використовується в наукових цілях в ЄС. Це також сфера, де поки що у всьому світі існують лише два альтернативні тести: Одне керівництво, OECD TG 236, та одне керівництво (серія OECD щодо тестування та оцінки 126), поки що доступні.
Euroecotox є європейською мережею альтернативних стратегій тестування в екотоксикології. Вона фінансувалася Рамковою програмою 7 (7РП) Програми навколишнього середовища Європейської Комісії. Основними завданнями мережі Euroecotox є: сприяти просуванню альтернативних методів тестування екотоксичності в Європі. Сприяти валідизації та затвердженню законодавства нових альтернативних методів екотоксичності. Сприяти створенню мереж дослідницьких груп, що працюють в галузі альтернативної екотоксикології. Забезпечити місце збору для всіх зацікавлених сторін, які беруть участь у розробці, затвердженні, прийнятті регуляторних норм та кінцевому використанні альтернативних стратегій тестування екотоксичності. Виступати єдиним голосом для альтернативного тестування на екотоксичність в Європі.

### AXLR8
AXLR8 — це координаційна дія, що фінансується Генеральним управлінням досліджень та інновацій Європейської Комісії в рамках теми охорони здоров'я Рамкової програми 7 (РП7). Нині Європейська Комісія фінансує ряд дослідницьких консорціумів для розробки нових методів та стратегій тестування Концепції 3R (заміни, скорочення та уточнення) як потенційних альтернатив використанню тварин для тестування безпеки. Моніторинг цих 3R заходів на загальноєвропейському, національному та міжнародному рівнях є життєво важливим для сприяння швидкому прогресу. AXLR8 має на меті задовольнити цю зростаючу потребу, координуючи діалог та співпрацю. Humane Society International є частиною консорціуму.

## Наукові конгреси
Європейське товариство щодо альтернатив випробувань на тваринах (EUSAAT) організовує щорічну конференцію в місті Лінц (Австрія) для:
- Поширення та підтвердження альтернативних методів випробувань на тваринах.
- Сприяння дослідженням в галузі Концепції 3R.
- Скорочення використання тварин для тестів у галузі освіти та продовження навчання.
- Зменшення страждань та стресів лабораторних тварин шляхом кращого розведення, утримання, планування випробувань та інших супутніх заходів.
- Керівництва експертів та думка суддів для державних та приватних організацій, компаній, університетів.
- Відповідної інформації для громадськості та ЗМІ.

Всесвітній конгрес з питань альтернатив та використання тварин у науках про життя проходить кожні три роки. Наступна конференція (10-а) відбудеться у вересні 2017 року в Сіетлі.
1-й конгрес латиноамериканського тестування щодо альтернатив випробувань на тваринах відбувся у 2012 році. Колама (I Congresso Latino-Americano De Metodos Alternativos Ao Uso De Animais No Ensino, Pesquisa E Industria).

## Промисловість та корпоративні ініціативи
- Cosmetics Europe: представляє інтереси понад 4000 компаній у галузі косметики, туалету та парфумерії з 1962 року.[46]
- Unilever: «Ми не тестуємо готову продукцію на тваринах, якщо цього не вимагають регулюючі органи в кількох країнах, де це закон. У таких випадках ми намагаємось переконати місцеву владу змінити закон. Там, де потрібне тестування інгредієнтів за законом або це неминуче нині, ми мінімізуємо кількість використовуваних тварин».[47]
- BASF: «Систематичні скринінгові дослідження надають інформацію про важливі токсикологічні властивості речовин на ранній стадії розробки. … Ми замінюємо експерименти на тваринах, коли є альтернативний метод, який відповідає Керівництву з випробувань ОЕСР та визнається владою.»[48]

## Законодавство

### Директива ЄС 2010/63/ЄС
1 січня 2013 року для держав-членів ЄС (ДЧ) набула чинності Директива ЄС 2010/63/ЄС «Про захист тварин, що використовуються в наукових цілях», скасовуючи Директиву 86/609/ЄЕС. Оскільки це Директива, вона дозволяє державам-членам певну гнучкість у переставлянні національних правил. Статус імплементації нової Директиви в ЄС описаний Генеральним управлінням навколишнього середовища Європейського Союзу.
- Стаття 1.3: Нова Директива ЄС застосовується до таких тварин: (a) живих хребетних тварин, що не належать людині, включаючи: (i) самостійне вигодовування личинкових форм; та (ii) внутрішньоутробні форми ссавців з останньої третини їх нормального розвитку; (б) живих головоногих.
- Стаття 4: Директива безпосередньо посилається на Концепцію 3R: [6] «Принципи заміни, скорочення та уточнення».
- Стаття 47-2: Держави-члени допомагають Комісії у визначенні та призначенні відповідних спеціалізованих та кваліфікованих лабораторій для проведення таких валідизаційних досліджень.

У липні 2013 року Комісія оголосила про створення NETVAL (Мережа лабораторій Європейського Союзу з валідизації альтернативних методів). Основна роль NETVAL — це підтримка проектів валідизації EURL ECVAM, включаючи аспекти навчання та розповсюдження, та визначення методів, які можуть потенційно зменшити, вдосконалити або замінити тварин, що використовуються в наукових цілях. В даний час існує 13 випробувальних установ у 9 державах-членах: Німеччина (3), Нідерланди (2), Іспанія (2), Бельгія (1), Чехія (1), Фінляндія (1), Франція (1), Італія (1) та Швеція (1).

### Регулювання косметики в ЄС
Директива про косметику забезпечує регуляторну базу для поступового припинення випробувань косметики на тваринах. Він встановлює заборони щодо (a) тестування готових косметичних засобів та косметичних інгредієнтів на тваринах (заборона випробувань) та (b) збуту в ЄС готових косметичних продуктів та інгредієнтів, що входять до складу косметичних товарів, які були випробувані на тваринах у косметичних цілях (заборона збуту). Ті ж положення містяться в Регламенті ЄС 1223/2009 про косметику, який замінює Директиву про косметику від 11 липня 2013 року.

### Хімічна політика ЄС: REACH
У 2007 році набуло чинності законодавство ЄС щодо реєстрації, оцінки, наданя дозволів та заборон використання хімічних речовин (REACH EU 1907/2006), що стосується хімічних речовин та їх безпечного використання. Мета REACH — покращити охорону здоров'я людини та навколишнього природного середовища шляхом кращого та раннього виявлення внутрішніх властивостей хімічних речовин. Він сприяє використанню альтернативних методів тестування на тваринах, але не зобов'язує тестувальників цього робити; Стаття 25.1 — Щоб уникнути випробувань на тваринах, випробування на хребетних тваринах для цілей цього Регламенту проводяться лише в крайньому випадку. Необхідно також вжити заходів, що обмежують дублювання інших тестів.

### Регулювання методів тестування в ЄС
Паралельно з прийняттям REACH, ЄС опублікував стандартизовані та прийняті методи випробування небезпечних властивостей хімічних речовин. Вони були записані в «Правила методів випробувань». Усі альтернативні методи випробувань серед досліджень in vivo включені до ЧАСТИНИ Б; «Європейський Союз прагне сприяти розробці та валідизації альтернативних методик, які можуть надати той самий рівень інформації, що і поточні випробування на тваринах, але в яких використовується менше тварин, спричиняється менше страждань, або які повністю уникають використання тварин. Такі методи, коли вони стануть доступними, слід враховувати, де це можливо, для характеристики небезпеки та відповідної класифікації та маркування для суттєвих небезпек, і оцінки хімічної безпеки».

### Регламент ЄС щодо харчових добавок, харчових ферментів та харчових ароматизаторів
Філософія ЄС щодо харчових добавок, ферментів та ароматизаторів, та інгредієнтів, призначених для споживання людиною, полягає в тому, що жоден не повинен виходити на ринок, якщо вони не включені до опублікованого списку дозволених речовин Співтовариства відповідно до умов, встановлених у відповідних законах про харчові продукти. Цей підхід покликаний привести виробників харчових продуктів у відповідність до положень Регламенту (ЄС) 1334/2008, що стосуються безпеки харчових ароматизаторів. В рамках процесу затвердження ЄС вимагатиме повного розкриття даних про дослідження, питання безпеки та токсикологічні результати для всіх таких добавок.
У законі ЄС про захист тварин (2010/63/EU) принципи Концепції 3R застосовуються, коли необхідні методи токсикологічних випробувань.

## Організації із захисту та добробуту тварин

### Європа
- Єврогрупа для тварин[en]: «За оцінками, 12,1 мільйона тварин — включаючи собак, кроликів і навіть наших найближчих генетичних родичів, приматів — використовуються в лабораторних дослідженнях по всій Європі. Єврогрупа зосереджується на забезпеченні їх захисту та співпрацює із законодавцями, експертами та галуззю з метою врешті-решт замінити всі експерименти з тваринами життєздатними альтернативами. Ми продовжуємо активно сприяти заміні, скороченню та вдосконаленню випробувань на тваринах і робимо все можливе для покращення життя тих тварин, які зараз використовуються для досліджень».[59]

#### Австрія
- Vier Pfoten (Чотири лапи)[60]

#### Франція
- Протиотрута: «Коли мова йде про оцінку безпеки ліків, люди не 70 кілограмові щури! Настав час перейти від фактичної парадигми щодо оцінки безпеки ліків. Першим кроком було б усунення всіх нормативних вимог щодо випробувань на тваринах та заміни їх методами тестування 21 століття».[61]

#### Німеччина
- Deutscher Tierschutzbund:[62]

#### Італія
- Lega Anti Vivisezione[63]

#### Монако
- Асоціація ALEXANDRA: «… спрямована на стимулювання досліджень та розробок (з англ. research and development, R&D) у галузі альтернативних методів експериментів на тваринах шляхом надання політичної, технічної та освітньої підтримки дослідникам, та підприємцям у всьому світі. Зокрема, альтернативними методами, заснованими на концепції „Відкритого Джерела“, тобто активно будуть просуватися незахищені патентом основні технології реконструкції тканин людини та технології клітинної культури.»[64]

#### Сполучене Королівство Великої Британії
- Британський союз за скасування вівісекції (BUAV): «Понад 100 років BUAV мирно проводить кампанію за створення світу, де ніхто не хоче і не вірить, що нам потрібно експериментувати на тваринах».[65]

### Сполучені Штати
- New England Anti-Vivisection Society[en] (NEAVS): «Визнання неадекватності випробувань на токсичність для тварин призвело до вдосконалення кращої техніки … NEAVS та його програми допоможуть прискорити неминучий і необхідний перехід від експериментів на тваринах на основі експериментів, випробувань і навчання на тваринах, спрямованому на науку та наукову освіту, що керується прогресивною науковою думкою та співчутливою етикою».[66]

### Спільне
- Humane Society International[en] (HSI) у США та Великій Британії: «Сьогодні наукові та урядові органи у всьому світі визнають недоліки „моделей тварин“ та закликають до нового підходу до тестування безпеки та досліджень у галузі охорони здоров'я з використанням сучасних методик. Досягнення в галузі біології, генетики, інформатики та робототехніки дали вченим нові інструменти, які допоможуть виявити першопричини токсичності та хвороби людини».[67]
- Люди за етичне ставлення до тварин (PETA) у США та Великій Британії: «Ми об'єдналися з CeeTox, Inc. для фінансування роботи над новим людським тестом на шкірі, який міг би замінити болючі тести на мишах та морських свинках».[68]

## Громадські кампанії та нагороди
- Петиція до Європейського Парламенту про скасування вівісекції як Європейська Громадянська Ініціатива.[69] Поріг у 1 мільйон підписів був досягнутий до граничного терміну (1 листопада 2013 року). Наразі Європейська Комісія перевіряє справжність кожного підпису.
- «Без жорстокості»[70]
- Доповідь HSI «Просування наукових досліджень у галузі безпеки та здоров'я за допомогою інноваційних інструментів, не для тварин»[71]
- Lush Prize: «Lush Prize — це головна ініціатива, яка використовуватиме ресурси для того, щоб перенести день, коли випробування на безпеку проходять без використання тварин. Lush Prize зосередить тиск на тестуванні токсичності для споживчих товарів та інгредієнтів таким чином, що доповнює багато проектів, які вже стосуються використання тварин у медичних тестах».[72]
- EPAA (Європейське партнерство за альтернативні підходи до тестування на тваринах) надасть премію в розмірі 3000 євро лабораторії, яка бере участь у впровадженні та підвищенні рівня обізнаності щодо заміни, скорочення та доопрацювання випробувань на тварин.[73]
- Фонд досліджень і розробок альтернатив (ARDF) надає гранти для просування використання методів без участі тварин у галузі біомедичних випробувань, досліджень та освіти.[74]
- Міжнародна премія NC3Rs 3Rs присуджується, щоб виділити видатний оригінальний внесок у науково-технічний прогрес у галузі наукових досліджень у галузі медичних, біологічних чи ветеринарних наук, опублікований протягом останніх трьох років.[75]
- Американський фонд альтернатив дослідженню на тваринах (AFAAR) фінансує широкий і охоплюючий спектр досліджень, що передбачають використання, розробку або валідизацію альтернатив.[76]

## Освіта та навчання
- IIVS: Інститут наук in vitro, Inc. (The Institute for In Vitro Sciences, Inc.) — некомерційна лабораторія досліджень та випробувань, присвячена просуванню методів in vitro (не тваринних) у всьому світі. Компанія IIVS, заснована в 1997 році, співпрацювала з промисловістю та державними установами для впровадження стратегій тестування in vitro, що обмежують використання тварин, надаючи ключову інформацію для ухвалення рішень щодо безпеки та ефективності продукції.[77]
- NORINA — база даних, що містить детальну інформацію про продукти, які можуть використовуватися як альтернатива або доповнення до використання тварин у навчанні та на практиці.[78] Пошукова система NORINA пов'язана з двома іншими базами даних: TextBase, яка надає інформацію про підручники та інший письмовий матеріал, що стосується лабораторних наук про тварин та альтернативи, та керівництво Концепції 3R, яке містить детальну інформацію про вказівки, інформаційні центри, бази даних, журнали та списки електронної пошти в області заміни, скорочення та вдосконалення експериментів на тваринах. У трьох базах даних розміщується Norecopa.[79]
- InterNICHE — Міжнародна мережа гуманної освіти. Він був розроблений для задоволення потреб викладачів та тренерів, студентів, комітетів з етики, альтернативних виробників та агітаційних компаній на міжнародному рівні.[80]
- «Tierschutz macht Schule» — Асоціація з вивчення добробуту тварин — була заснована в ході імплементації загальнодержавного закону про охорону тварин Австрії. Асоціація з вивчення добробуту тварин має на меті покращити умови життя домашніх тварин, сільськогосподарських тварин, лабораторних тварин та диких тварин шляхом надання знань про їхні потреби та поведінку дітям, молоді та громадськості.[81] Асоціація пропонує навчальний журнал, який можна замовити на їх вебсайті, про досліди над тваринами та випробування на тваринах, придатні для середніх шкіл та коледжів. Він спрямований на пояснення альтернатив тестуванню на тваринах відповідною мовою для молоді та може бути використаний на уроках відразу.
- Місія XCellR8 — підтримувати, розробляти та впроваджувати використання науково доведених та етично обґрунтованих альтернатив випробувань на тваринах. Вони є виключно компанією in vitro, яка просуває стратегії тестування на тваринах на основі їхньої основної діяльності.[82]

## Інститути та національні, чи міжнародні організації
Інститути та організації, які досліджують або фінансують альтернативи випробуванням на тваринах, включають:

### Азія— Океанія

#### Австралія
- Фонд Медичні досягнення без тварин[83]

#### Індія
- Альтернативи лабораторії експериментації на тваринах, кафедра фармакології, медичний коледж Джавахарлал Неру[en], Аліґархський мусульманський університет, Аліґарх.[84]
- Центр альтернатив використанню тварин у науці про життя Махатма Ганді-Доренківпа, університет Бхаратідасан, Трічі, Таміл Наду, Індія.[85]

#### Японія
- Японський центр валідизації альтернативних методів (JACVAM) з 2005 року.[86]

#### Південна Корея
- Корейський центр валідизації альтернативних методів (KOCVAM), починаючи з 2009 року.[87]

### Південна Америка

#### Бразилія
- BraCVAM як бразильський центр валідизації альтернативних методів. Він був створений у 2011 році.[88][89]

### Північна Америка

#### Канада
- Рада Канади з питань догляду за тваринами[en][90]
- Health Canada, яка не має офіційного центру валідизації, але координує питання перевірки та прийняття методів тестування для здоров'я[91]

#### Сполучені Штати Америки
- Американський фонд з альтернатив досліджень на тваринах (AFAAR): «Протягом багатьох років AFAAR фінансував альтернативи по всьому світу, включаючи понад 200 тестів на культуру тканин людини для заміни токсичності та інших випробувань на тваринах … Сьогодні AFAAR фінансує широкий і обширний діапазон досліджень, що стосуються використання, розробки чи підтвердження альтернатив».[76]
- Міжвідомчий координаційний комітет з перевірки альтернативних методів[en] (ICCVAM) з 1994 року;[92]
- Центр альтернативи тестуванню на тваринах[en] університету Джона Хопкінса[93]
- Медичний комітет з відповідальної медицини[en]
- Центр з альтернативи тваринам UC Davis (з англ. UC Davis Center for Animals Alternative)

### Європа
- Участь ЄК у заходах, спрямованих на перевірку альтернативних підходів до випробувань на тваринах, розпочалася в 1991 році, запустивши ECVAM (Європейський центр валідизації альтернативних методів), організований Спільним науково-дослідним центром[en], Інститутом охорони здоров'я та захисту прав споживачів[en] (IHCP). Починаючи з 2011 року завдання ECVAM покладені на EURL ECVAM.[94] В офіційних органах, таких як EURL ECVAM,[94] розміщена онлайн-база даних токсикологічних, не тваринних альтернативних методів випробувань DB-ALM.[95]
- Відповідно до Рамкових програм 6 та 7, ЄК профінансувала значну кількість великих інтегрованих науково-дослідних проектів, спрямованих на розробку альтернатив для тестування на тваринах, на суму близько 330 млн эвро на основі Огляду REACH від лютого 2013 року (Європейської хімічної програми).[96]
- Європейське партнерство для альтернативних підходів до тестування на тваринах[en] (EPAA) як зв'язок між ЄК та галузями промисловості.[97]
- Європейська платформа консенсусу для альтернатив (ECOPA) координує зусилля серед держав-членів ЄС.[98]

#### Австрія
- Центр заміни (з нім. Zentrum fuer Ersatz)[99]

#### Фінляндія
- Центр альтернативних методів (FICAM) з 2008 року.[100]

#### Франція
- FRANCOPA — французька платформа, присвячена розробці, валідизації та розповсюдженню альтернативних методів у випробуваннях на тваринах. Він був створений 16 листопада 2007 р.[101]

#### Німеччина
- Центральний офіс для запису та оцінки альтернативних та додаткових методів (з нім. Zentralstelle zur Erfassung und Bewertung von Ersatz- und Ergänzungsmethoden (ZEBET)), починаючи з 1989 року.[102][103]

#### Норвегія
- Norecopa — це норвезька консенсусна платформа для заміни, скорочення та вдосконалення експериментів на тваринах. Вона була заснована 10 жовтня 2007 року.[104]

#### Румунія
- Румунський центр альтернативних методів випробувань (ROCAM) сприяє застосуванню альтернативних методів у промисловості та прийняттю їх регуляторними органами в Румунії, а також розробці нових методів та підходів. ROCAM був створений у червні 2015 року з основною метою підтримки та просування принципів Концепції 3R в Румунії та регіонах.

#### Сполучене Королівство Великої Британії
- Фонд Д-р Хадвен (ориг. — Dr Hadwen Trust)
- Фонд заміни тварин у медичних експериментах[en][105]
- Національний центр із заміни, вдосконалення та скорочення тварин у дослідницькій діяльності (NC3Rs) з 2004 року.[106]

### Міжнародні

#### ICATM
Міжнародне співробітництво з альтернативних методів випробувань (ICATM): 27 квітня 2009 року США, Канада, Японія та ЄС підписали меморандум про співпрацю, який міг би зменшити кількість тварин, необхідних для тестування безпеки споживчих товарів у всьому світі. Угода дасть глобально скоординовані наукові рекомендації щодо альтернативних методів випробування на токсичність, які повинні пришвидшити їх прийняття в кожній із цих країн, таким чином зменшивши кількість тварин, необхідних для тестування безпеки продуктів.

#### OECD
ОЕСР (Організація економічного співробітництва та розвитку) — це форум для дискусій, де уряди висловлюють свою точку зору, обмінюються своїм досвідом та шукають спільні точки зору, на відміну від наднаціональної організації. ОЕСР є форумом, де альтернативні методи випробувань також проходять валідизацію і згодом приймаються для регулятивних цілей у більш ніж 35 країнах-членах по всьому світу. NGO представлені на технічному рівні в ОЕСР, в рамках Міжнародної ради ICOPA з питань захисту тварин в рамках програми ОЕСР.
Випробування хімічних речовин трудомісткі та дорогі. Часто одна і та ж хімічна речовина випробовується в кількох країнах одночасно, а це означає, що проводяться надмірні випробування на тваринах. Щоб зняти частину цього тягаря, Рада ОЕСР ухвалила рішення в 1981 році, вказуючи, що дані, згенеровані в країні-учасниці, відповідно до Правил випробувань ОЕСР та принципів належної лабораторної практики (GLP), приймаються в інші країни-члени для оцінки цілі та інші види використання, що стосуються охорони здоров'я людини та навколишнього середовища. Цей принцип посилається на використання абревіатури MAD для взаємного прийняття даних.